# 朱庆
朱庆，教授，主要从事数字摄影测量、多维动态GIS与虚拟地理环境方面的研究工作。担任《测绘科学》、《地理信息世界》、《建设管理国际学报》等学术刊物编委，入选中华人民共和国教育部2008年度"长江学者"特聘教授。